# Skudenes fyr
Skudenes fyr är en fyr på en hög klippa vid inseglingen till Skudeneshamn på Karmøy i Rogaland fylke i Norge. 
Fyrplatsen upprättades år 1799 och fyren var då en enkel tranlykta. År 1815 flyttades den till ett hus på toppen av Skudenesfjellet. Fyren och huset har byggts om vid flera tillfällen, senast år 1901.
Fyrplatsen, som ligger i ett klippigt landskap som tidigare har använts som betesmark, består av ett trähus med rester av en lanternin och ett bostadhus med förråd. I dess omedelbara närhet finns en åttkantig lotsstation av betong med ett litet trähus på toppen. Den lades ned när Geitungen fyr invigdes år 1924 och ersattes med en mindre sektorfyr. Lanterninen revs och byggnaderna såldes till en privatperson.

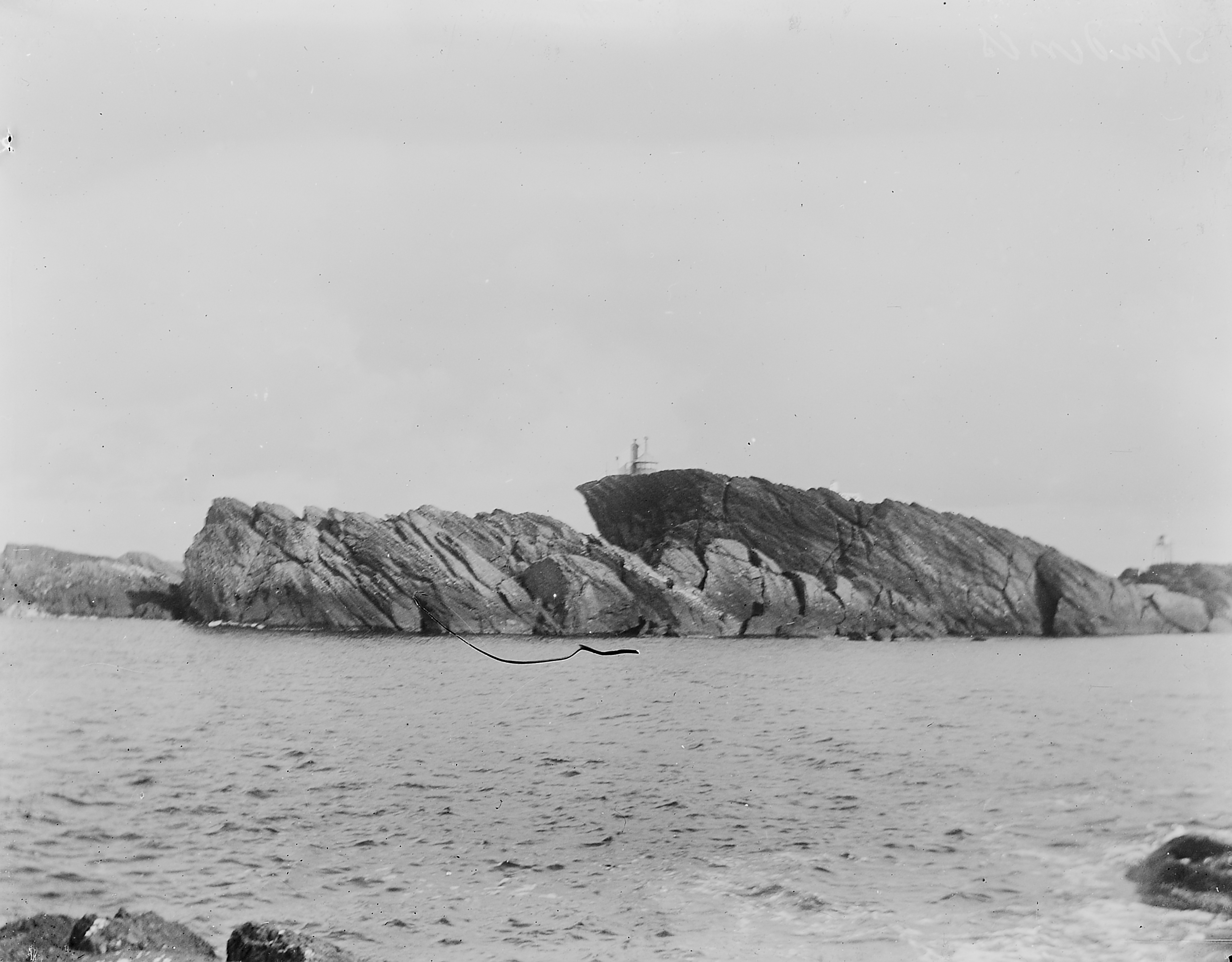
Skudenes fyr, ca 1900.

Byggnaderna skyddades av riksantikvaren år 1999 och 2017 skyddades även området runt den tidigare fyrplatsen.